# Western Athletic Conference
Die Western Athletic Conference (WAC) ist eine regionale Staffel im Hochschulsportbereich in den USA. Sie zählt zu den Conferences der Division I, der höchsten Spielklasse der National Collegiate Athletic Association (NCAA). In der 1962 gegründeten Conference werden von den Mitgliedern innerhalb der Conference zehn Sportarten betrieben, wobei die Männer nur neun innerhalb der WAC ausüben. Zu den Sportarten, in denen die Western Athletic Conference Wettbewerbe organisiert, zählen Baseball beziehungsweise Softball, Basketball, Crosslauf, Golf, Fußball (Soccer), Leichtathletik, Schwimmen inklusive Wasserspringen, Tennis sowie bei den Frauen noch Volleyball. Insbesondere im Schwimmen sowie im Baseball und Fußball der Männer nehmen auch verschiedene Vollmitglieder der Big Sky Conference, der Mountain West Conference sowie der Southland Conference als zusätzliche Wettbewerber an den Wettkämpfen der WAC teil. Die acht Vollmitglieder der WAC verteilen sich aktuell auf alle südlichen Grenzstaaten zu Mexiko inklusive Texas sowie die Bundesstaaten Utah, Washington und jenseits der Great Plains auch die Midwest-Staaten Illinois und Missouri. Die WAC hat ihren Sitz in Arlington in Texas.

## Geschichte
Die Western Athletic Conference wurde am 27. Juli 1962 gegründet und umfasste zunächst vor allem Hochschulen im Westen der Vereinigten Staaten an der Pazifikküste sowie aus den Mountain States. Der Hauptsitz der WAC befand sich mit Ausnahme von zwei Jahren, in denen man in Phoenix (Arizona) residierte, in der Metropolregion von Denver im Bundesstaat Colorado.
Die Western Athletic Conference wurde 1962 nach rund dreijährigen Verhandlungen von Hochschulen gegründet, die bis dahin in der Border Intercollegiate Athletic Association, der Skyline Conference und der Pacific Coast Conference (PCC) organisiert waren. Nachdem die PCC aufgrund von Skandalen 1959 eingestellt worden war, führte die Gründung der WAC auch zur Auflösung der Border Intercollegiate Athletic Association und der Skyline Conference. Von den sechs Gründungshochschulen – University of Arizona, Arizona State University, Brigham Young University, University of New Mexico, University of Utah und University of Wyoming – ist heute allerdings keine mehr in der WAC vertreten.
Die Gründung der WAC hatte zunächst positive finanzielle und sportliche Auswirkungen auf die Sportaktivitäten der beteiligten Hochschulen, was in entsprechenden Erfolgen in nationalen Wettbewerben zum Ausdruck kam. Zwei der Gründungsmitglieder verließen die Conference allerdings, um sich der Pacific-10 Conference (Pac-10) anzuschließen. Trotzdem expandierte die WAC in den folgenden Jahren durch die Aufnahme weiterer Hochschulen, unter anderem auch aufgrund des Rückgangs der Zahl sogenannter independent schools, also Hochschulen, die keiner Conference angehörten. Im Jahr 1990 kam es zum Zusammenschluss mit der High Country Athletic Conference, die bis zu diesem Zeitpunkt parallel zur WAC bestanden hatte und für den Bereich des Frauensports zuständig gewesen war.
Nach der Auflösung der Southwest Conference (SWC) im Jahr 1996 stieg die Zahl der Hochschulen in der Western Athletic Conference durch die Aufnahme ehemaliger SWC-Mitglieder auf 16, so dass die WAC von 1996 bis 1998 in zwei Divisionen (Pacific Division und Mountain Division) organisiert war. Dabei wurden auch Hochschulen aus den Südstaaten Texas und schließlich auch Louisiana aufgenommen sowie später auch Hochschulen aus Staaten des Mittleren Westens. Mit dieser Entwicklung waren jedoch nicht alle vorherigen Mitglieder zufrieden, da aus ihrer Sicht die sportliche Qualität sank, während die Reisekosten stiegen. Acht Hochschulen, darunter die vier verbliebenen Gründungsmitglieder, verließen 1999 die WAC und gründeten die Mountain West Conference (MWC).

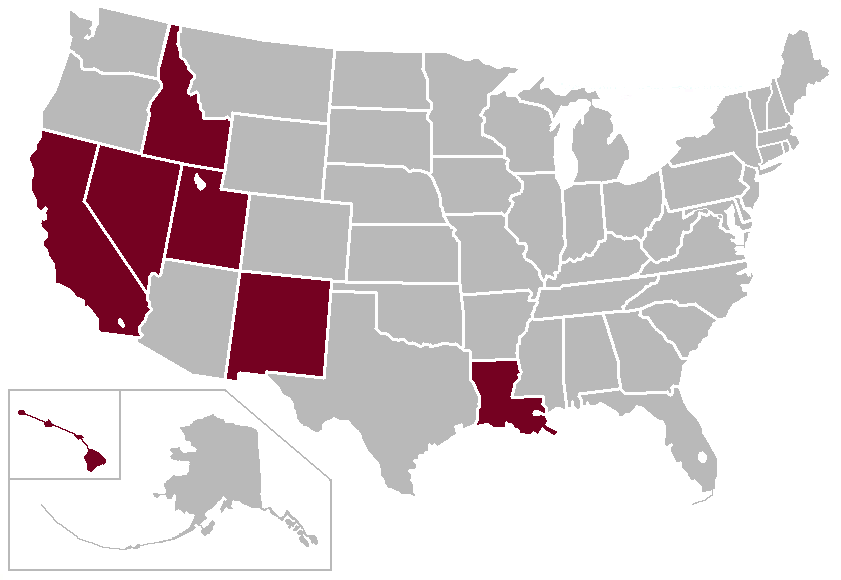
Verteilung der Mitglieder zwischen 2006 und 2012

Anschließend nahm die WAC insbesondere Mitglieder der Big West Conference auf, die American Football als Sportart im Jahr 2000 aufgegeben hatte. Selbst gehörte die WAC bis 2013 der Bowl Subdivision an, einer bis 2006 als Division I-A bezeichneten Teilgliederung der Division I, bevor auch sie den Football als Sportart innerhalb der WAC aufgab. Dabei stand die WAC im Fokus diverser „Realignments“, also Mitgliedswechsel der Hochschulen zwischen den Conferences, zwischen 1999 und 2013. Mit der New Mexico State University verfügt sie noch über eine Hochschule, die bereits seit 2005 Mitglied ist. Alle anderen aktuellen Mitglieder sind erst ab 2012 der WAC beigetreten.
Die WAC wird im Juli 2021 vier neue Mitglieder hinzufügen. Ein Jahr später wird ein Mitglied beitreten und ein anderes verlassen. Abilene Christian, Lamar, Sam Houston State und Stephen F. Austin werden im Juli 2021 beitreten. Im Juli 2022 wird Southern Utah beitreten und Chicago State wird verlassen. Letzterer hat noch keine neue zukünftige Konferenz angekündigt. Mit der Ankunft der vier neuen Mitglieder im Juli 2021 wird die WAC den Football auf der Ebene der Football Championship Subdivision wieder einsetzen. Die neue WAC-Football-Liga startet mit sieben Mannschaften. Abilene Christian, Lamar, Sam Houston State und Stephen F. Austin werden von drei Universitäten begleitet, die im Juli 2021 an der ASUN Conference teilnehmen werden: Central Arkansas, Eastern Kentucky und Jacksonville State. Southern Utah wird 2022 der Football-Liga beitreten. Während Dixie State und Tarleton State Footballspiele gegen diese Teams garantiert haben, sind sie erst 2024 für die FCS-Playoffs qualifiziert, da sie von NCAA Division II zu Division I wechseln.

## Gegenwärtige Mitglieder

Verteilung der Mitgliedshoch-schulen nach Bundesstaaten in den Vereinigten Staaten seit 2014

Der Western Athletic Conference gehören gegenwärtig folgende Hochschulen als Vollmitglieder an:
| Universität             | Ort               | Teamname     | gegründet   | seit | von                 | Trägerschaft | Studenten |
| ----------------------- | ----------------- | ------------ | ----------- | ---- | ------------------- | ------------ | --------- |
| California Baptist      | Riverside (CA)    | Lancers      | 1950        | 2018 | PacWest (Div. II)   | privat       | 9.157     |
| Chicago State           | Chicago (IL)      | Cougars      | 1867        | 2013 | GWC                 | staatlich    | 7.000     |
| Dixie State             | St. George (UT)   | Trailblazers | 1911        | 2020 | RMAC (Div. II)      | staatlich    | 9.673     |
| Grand Canyon University | Phoenix (AZ)      | Antelopes    | 1949        | 2013 | PacWest (Div. II)   | privat       | 6.500     |
| New Mexico State        | Las Cruces (NM)   | Aggies       | 1888        | 2005 | Big West            | staatlich    | 18.500    |
| Seattle University      | Seattle (WA)      | Redhawks     | 1905        | 2012 | Div. II / Ind.      | privat       | 7.750     |
| Tarleton State          | Stephenville (TX) | Texans       | 1899        | 2020 | Lone Star (Div. II) | staatlich    | 13.115    |
| UTRGV                   | Edinburg (TX)     | Vaqueros     | 1927 / 2015 | 2013 | GWC                 | staatlich    | 29.045    |
| Utah Valley             | Orem (UT)         | Wolverines   | 1941        | 2013 | GWC                 | staatlich    | 33.400    |

Elf weitere Hochschulen, meist ehemalige Vollmitglieder der WAC, – fünf aus der Big Sky, vier aus der Mountain West (MW) und zwei aus der Southland – nehmen an einzelnen WAC-Wettbewerben teil, vorrangig im Schwimmen (Big Sky und MW), Baseball (Big Sky) und Fußball der Männer (Southland und MW).
- Die Dixie State University wird am 1. Juli 2022 ihren Namen in Utah Tech University ändern. Der Spitzname der Schule von Trailblazers wird sich nicht ändern.[7]

### Zukünftige Mitglieder
| Universität       | Ort              | Teamname                   | gegründet | beigetreten | von       | Trägerschaft | Studenten |
| ----------------- | ---------------- | -------------------------- | --------- | ----------- | --------- | ------------ | --------- |
| Abilene Christian | Abilene (TX)     | Wildcats                   | 1906      | 2021        | Southland | privat       | 5.200     |
| Lamar             | Beaumont (TX)    | Cardinals / Lady Cardinals | 1923      | 2021        | Southland | staatlich    | 15.460    |
| Sam Houston State | Huntsville (TX)  | Bearkats                   | 1879      | 2021        | Southland | staatlich    | 21.025    |
| Stephen F. Austin | Nacogdoches (TX) | Lumberjacks / Ladyjacks    | 1923      | 2021        | Southland | staatlich    | 13.144    |
| Southern Utah     | Cedar City (UT)  | Thunderbirds               | 1897      | 2022        | Big Sky   | staatlich    | 11.224    |

### Frühere Mitglieder
| Universität                | Ort                   | Teamname                          | gegründet | von  | aus                 | bis  | nach                 | Trägerschaft |
| -------------------------- | --------------------- | --------------------------------- | --------- | ---- | ------------------- | ---- | -------------------- | ------------ |
| US Air Force Academy       | Colorado Springs (CO) | Falcons                           | 1954      | 1980 | Independent         | 1999 | MWC                  | staatlich    |
| University of Arizona      | Tucson (AZ)           | Wildcats                          | 1885      | 1962 | WAC-Gründer         | 1978 | Pac-10               | staatlich    |
| Arizona State University   | Tempe (AZ)            | Sun Devils                        | 1885      | 1962 | WAC-Gründer         | 1978 | Pac-10               | staatlich    |
| Boise State University     | Boise (ID)            | Broncs                            | 1932      | 2001 | Big West            | 2011 | MWC                  | staatlich    |
| Brigham Young University   | Provo (UT)            | Cougars                           | 1875      | 1962 | WAC-Gründer         | 1999 | MWC → WCC            | privat       |
| CSU Bakersfield            | Bakersfield (CA)      | Roadrunners                       | 1965      | 2013 | Independent         | 2020 | Big West             | staatlich    |
| Fresno State               | Fresno (CA)           | Bulldogs                          | 1911      | 1992 | Big West            | 2012 | MWC                  | staatlich    |
| Colorado State             | Fort Collins (CO)     | Rams                              | 1870      | 1967 | Mountain St. / Ind. | 1999 | MWC                  | staatlich    |
| University of Denver       | Denver (CO)           | Pioneers                          | 1864      | 2012 | Sun Belt            | 2013 | Summit               | privat       |
| Hawaiʻi at Mānoa           | Honolulu (HI)         | Rainbow Warriors / Rainbow Wahine | 1907      | 1999 | Independent         | 2012 | Big West             | staatlich    |
| University of Idaho        | Moscow (ID)           | Vandals                           | 1889      | 2005 | Sun Belt            | 2014 | Big Sky              | staatlich    |
| Kansas City                | Kansas City, (MO)     | Roos                              | 1933      | 2013 | Summit              | 2020 | Summit               | staatlich    |
| Louisiana Tech             | Ruston (LA)           | Bulldogs / Lady Techsters         | 1894      | 2001 | Sun Belt            | 2013 | C-USA                | staatlich    |
| UNLV                       | Las Vegas (NV)        | Rebels                            | 1957      | 1996 | Big West            | 1999 | MWC                  | staatlich    |
| University of Nevada, Reno | Reno (NV)             | Wolf Pack                         | 1874      | 2000 | Big West            | 2012 | MWC                  | staatlich    |
| New Mexico                 | Albuquerque (NM)      | Lobos                             | 1889      | 1962 | WAC-Gründer         | 1999 | MWC                  | staatlich    |
| Rice University            | Houston (TX)          | Owls                              | 1912      | 1996 | Southwest / Ind.    | 2005 | C-USA                | privat       |
| San Diego State            | San Diego (CA)        | Aztecs                            | 1897      | 1978 | Big West            | 1999 | MWC                  | staatlich    |
| San José State             | San Jose (CA)         | Spartans                          | 1857      | 1996 | Big West            | 2013 | MWC                  | staatlich    |
| Southern Methodist         | Dallas (TX)           | Mustangs                          | 1911      | 1996 | Southwest           | 2005 | C-USA → AAC          | privat       |
| Texas Christian University | Fort Worth (TX)       | Horned Frogs                      | 1873      | 1996 | Southwest           | 2001 | C-USA → MWC → Big 12 | privat       |
| Texas at Arlington         | Arlington (TX)        | Mavericks                         | 1895      | 2012 | Southland           | 2013 | Sun Belt             | staatlich    |
| Texas at El Paso           | El Paso (TX)          | Miners                            | 1914      | 1967 | Independent         | 2005 | C-USA                | staatlich    |
| Texas at San Antonio       | San Antonio (TX)      | Roadrunners                       | 1969      | 2012 | Southland           | 2013 | C-USA                | staatlich    |
| Texas State University     | San Marcos (TX)       | Bobcats                           | 1899      | 2012 | Southland           | 2013 | Sun Belt             | staatlich    |
| University of Tulsa        | Tulsa (OK)            | Golden Hurricane                  | 1894      | 1996 | MVC                 | 2005 | C-USA → AAC          | privat       |
| University of Utah         | Salt Lake City (UT)   | Utes                              | 1850      | 1962 | WAC-Gründer         | 1999 | MWC → Pac-12         | staatlich    |
| Utah State University      | Logan (UT)            | Aggies                            | 1888      | 2005 | Big West            | 2013 | MWC                  | staatlich    |
| University of Wyoming      | Laramie (WY)          | Cowboys / Cowgirls                | 1866      | 1962 | WAC-Gründer         | 1999 | MWC                  | staatlich    |